# Sainte-Thérence
Sainte-Thérence är en kommun i departementet Allier i regionen Auvergne-Rhône-Alpes i de centrala delarna av Frankrike. Kommunen ligger i kantonen Marcillat-en-Combraille som ligger i arrondissementet Montluçon. År 2022 hade Sainte-Thérence 179 invånare.

## Befolkningsutveckling
Antalet invånare i kommunen Sainte-Thérence
Referens: INSEE